# Poemenia depressa
Poemenia depressa là một loài tò vò trong họ Ichneumonidae.